# بتسیهاکا
بتسیهاکا (به لاتین: Betsihaka) یک منطقهٔ مسکونی در ماداگاسکار است که در آمبیلوب واقع شده‌است. بتسیهاکا ۱۰٬۶۶۱ نفر جمعیت دارد و ۵۲ متر بالاتر از سطح دریا واقع شده‌است.